# Norge i olympiska sommarspelen 1960

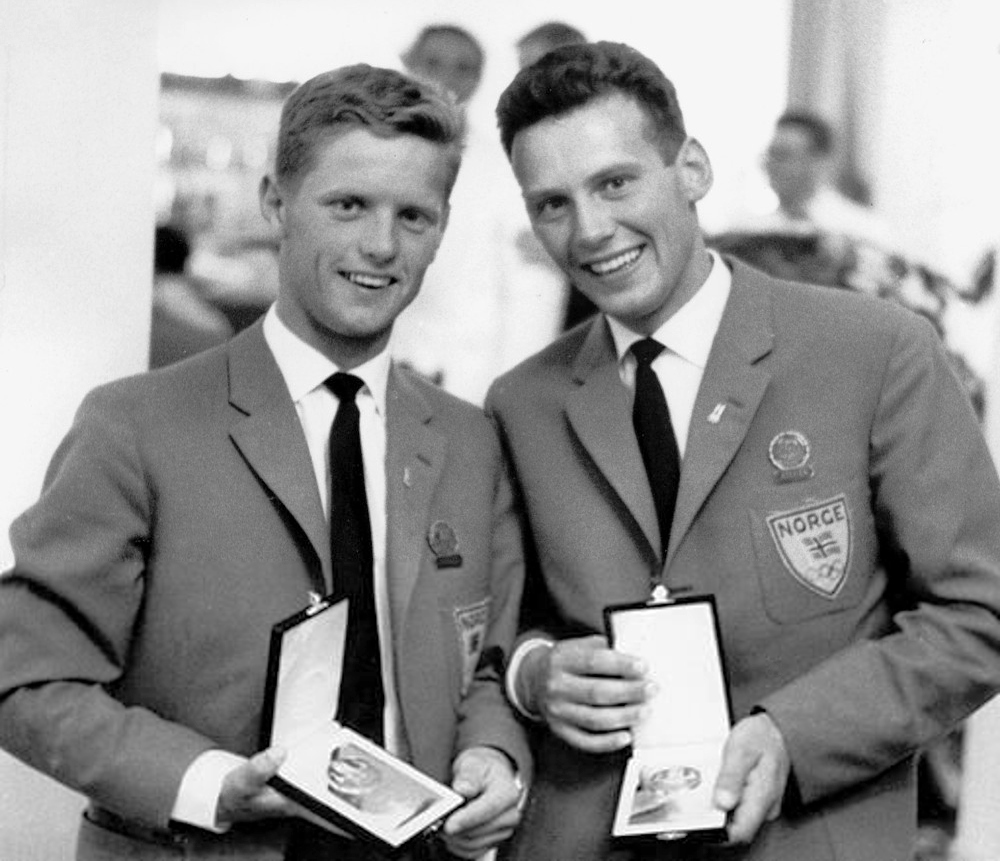
Peter Lunde Jr och Björn Bergvall under olympiaderna i Rom 1960

Norge deltog med 40 deltagare vid de olympiska sommarspelen 1960 i Rom. Totalt vann de en medalj och slutade på tjugoförsta plats i medaljligan.

## Medaljer

### Guld
- Peder Lunde Jr. och Bjørn Bergvall - Segling, flygande holländare